# Nuritdin Mujitdínov
Nuritdin Akramóvich Mujitdínov (en ruso: Нуритди́н Акра́мович Мухитди́нов; 19 de noviembre de 1917 - 27 de agosto de 2008) fue un político soviético. Entre 1957 y 1961 fue miembro del Buró Político del Comité Central del Partido Comunista de la Unión Soviética, contribuyendo significativamente a sus relaciones con las repúblicas soviéticas y países extranjeros de Asia. También fue embajador soviético en Siria entre 1968 y 1977.

## Biografía
Mujitdínov nació en el pueblo de Allan, cerca de Taskent, en una familia de agricultores uzbecos. Después de terminar una escuela de idioma uzbeko, en 1934 fue enviado a la Universidad de Comercio de Moscú. Se graduó en 1938 y trabajó en el sistema del Partido Comunista, primero en una fábrica en Bujará, y luego con el ejército soviético en Ucrania. Durante la Segunda Guerra Mundial participó en combate y resultó herido en la Batalla de Stalingrado. Fue desmovilizado en 1946 para asumir varios cargos del partido en la RSS de Uzbekistán. En 1948 se convirtió en miembro del Comité Central del Partido Comunista y al año siguiente recibió la Orden de Lenin. Su carrera en el partido se volvió volátil en la década de 1950. Mujitdínov fue reprendido oficialmente tres veces en 1951 por Iósif Stalin, por la mala gestión de la recolección de algodón en Uzbekistán; sin embargo, en 1953, Stalin lo recomendó para su elección al Comité Central del Partido Comunista. Más tarde, ese mismo año, después de la muerte de Stalin, Mujitdínov fue degradado bajo la presión de Lavrenti Beria del cargo de Presidente del Consejo de Ministros de la RSS de Uzbekistán. 
Su carrera se elevó después de la destitución de Beria en diciembre de 1953. Mujitdínov fue reinstalado como presidente del Consejo de Ministros de la RSS de Uzbekistán y fue primer secretario del Comité Central del Partido Comunista de la RSS de Uzbekistán, de 1955 a 1957. Se opuso al intento de degradación de Nikita Jrushchov en 1957 y, a cambio, Jrushchov lo recomendó al Presidíum, donde era el secretario responsable de Asia Central. Sin embargo, a fines de la década de 1950, Mujitdínov desarrolló fuertes desacuerdos sobre las políticas de planificación con miembros destacados del partido como Mijaíl Súslov, Anastás Mikoyán, Frol Kozlov y más tarde con el propio Jrushchov. Por ejemplo, Mujitdínov se opuso a la propuesta de Jrushchov de retirar los restos de Stalin del Mausoleo. Como consecuencia, en 1961 fue degradado del Presídium y estuvo al borde de la expulsión del Comité Central, y solo su popularidad dentro de la RSS de Uzbekistán le salvó la carrera del Partido. Mantuvo sus actividades internacionales y en 1968-1977 se desempeñó como embajador en Siria, y finalmente recibió la Orden de la Amistad. Después de jubilarse en 1985, regresó a su ciudad nativa, Taskent, donde trabajó como asesor del gobierno, escribió varios libros y murió en 2008.